# Seznam olympijských vítězů starověku

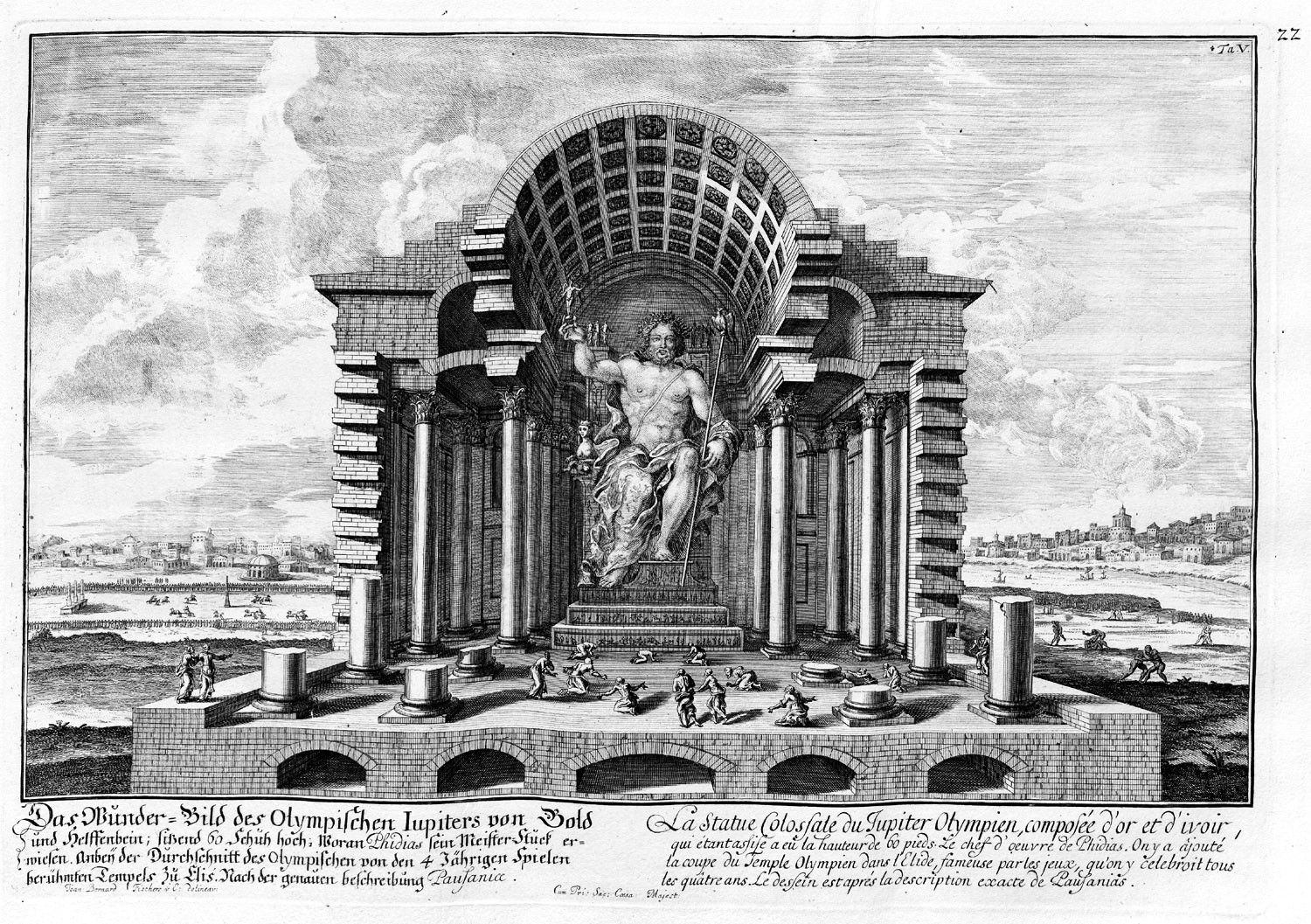
Diův chrám v Olympii, ilustrace Johanna Bernharda Fischera (1656–1723)

Olympijské hry v starověkém Řecku byly založeny podle tradice v roce 776 př. n. l. Původně to byla místní slavnost, která se postupně stala peloponéskou a nakonec celořeckou událostí. Olympijské hry se konaly na počest nejvyššího řeckého boha Dia a jejich čtyřletý cyklus se stal základem řeckého letopočtu.
Na začátku her, které trvaly jenom jeden den, se v Olympii zavedl běh na jedno stadium (stadiodromos) a v této disciplíně se soutěžilo až do roku 752 př. n. l., kdy se na hrách zavedl diaulos (běh na dvě stadia). Další olympijské disciplíny zavedené v archaickém období byly: roku 720 př. n. l. dolichos (běh na dlouhou trať), roku 708 př. n. l. pentathlon (antický pětiboj) a palé (zápas), roku 688 př. n. l. pygmé (box), roku 680 př. n. l. tethrippon (závody dvoukolových vozů se čtyřspřežím), roku 648 př. n. l. pankratión (všeboj) a keles (dostihy), roku 623 př. n. l. stadiodromos a palé dorostenců, roku 616 př. n. l. pygmé dorostenců, roku 520 př. n. l. hoplítodromos (běh těžkooděnců) a roku 500 př. n. l. apéné (závody na vozech tažených párem mul).

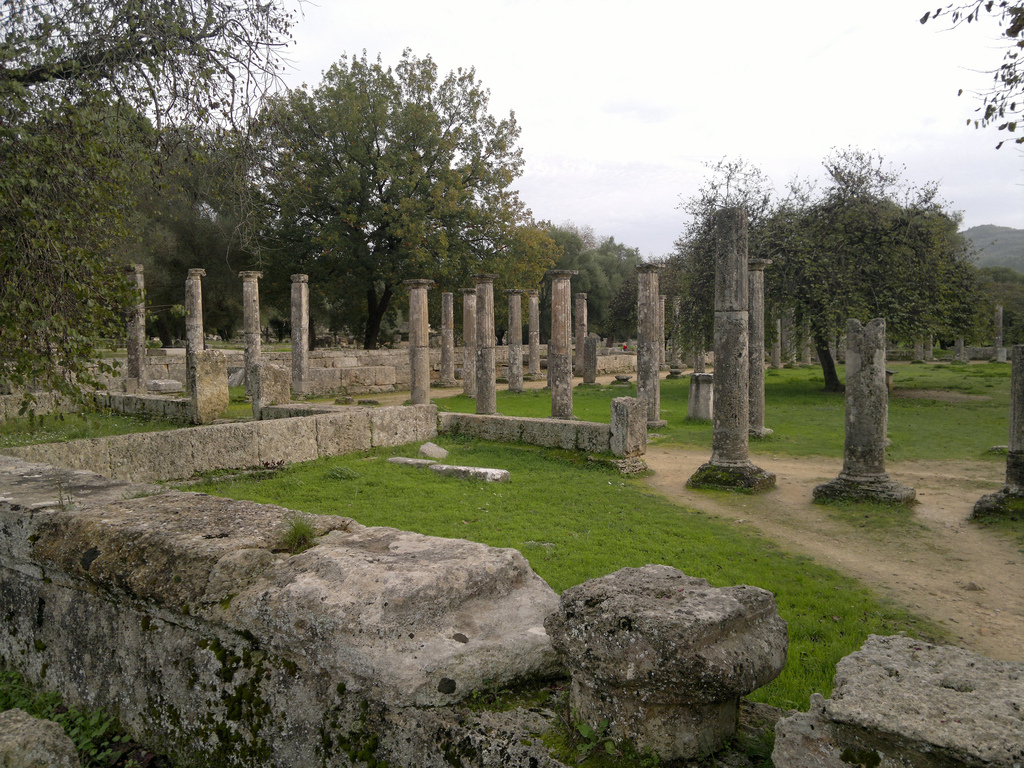
Olympie

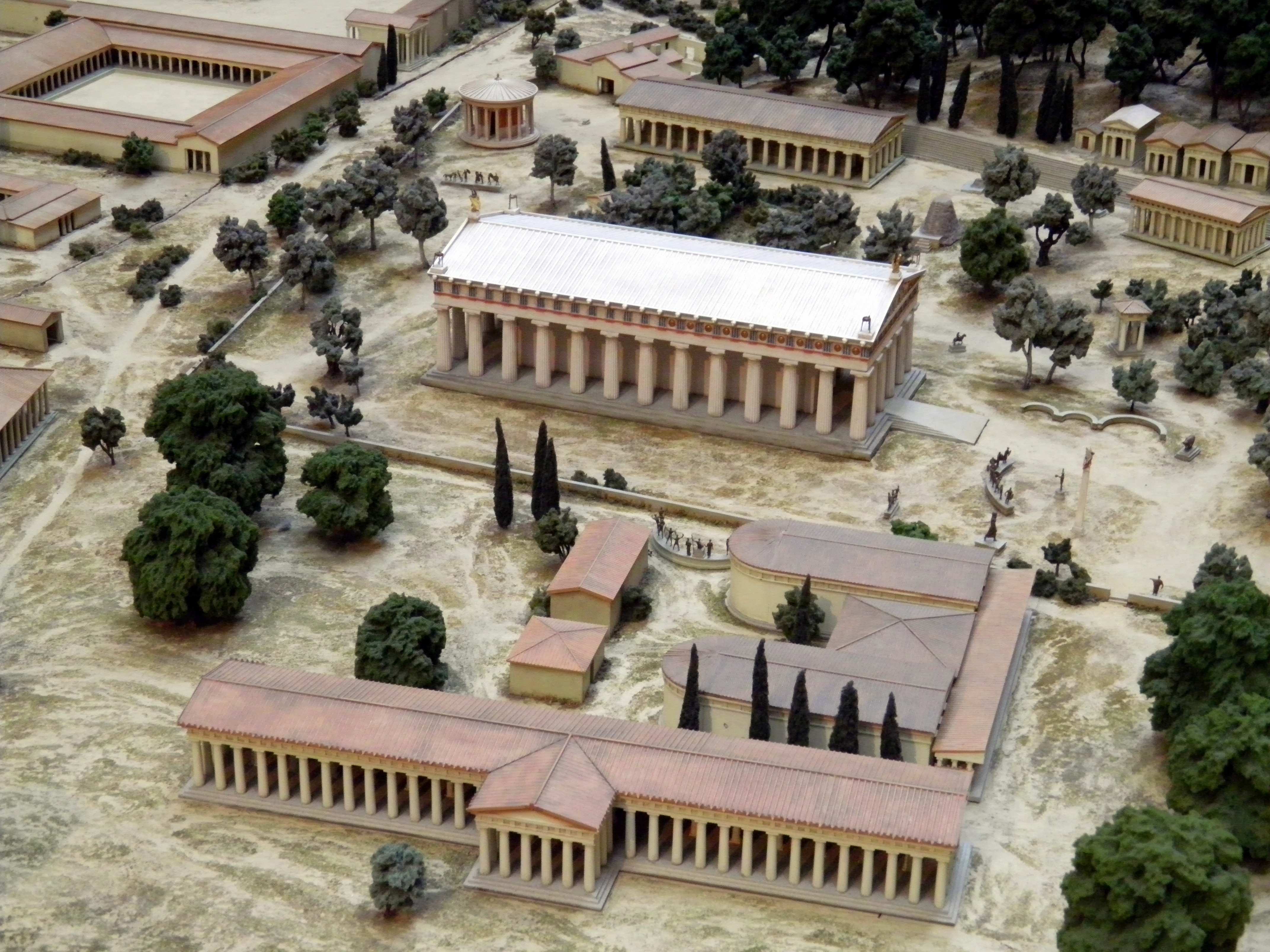
Model Starověké Olympie, Britské muzeum v Londýně

Z olympijských her je známých více než 800 vítězů. Podle seznamu italského historika Luigiho Morettiho známe u téměř 500 vítězů jméno, rodné město, datum konání her a i disciplínu, v které soutěžili. Na období před 15 až 27 stoletími je seznam překvapivě rozsáhlý, ale zdaleka ne úplný. Větší mezery jsou v něm spíše z novějších, než ze starších dob.

## Archaické období

### OH v letech 776 – 728 př. n. l.
| Hry     | Rok           | Jméno                 | Disciplína   | Poznámky – zdroj |
| ------- | ------------- | --------------------- | ------------ | ---------------- |
| 1. hry  | 776 př. n. l. | Koroibos z Élidy      | stadiodromos | [ 6 ]            |
| 2. hry  | 772 př. n. l. | Antimachos z Élidy    | stadiodromos | [ 6 ]            |
| 3. hry  | 768 př. n. l. | Androklos z Messénie  | stadiodromos | [ 6 ]            |
| 4. hry  | 764 př. n. l. | Polychares z Messénie | stadiodromos | [ 6 ]            |
| 5. hry  | 760 př. n. l. | Aischinés z Élidy     | stadiodromos | [ 6 ]            |
| 6. hry  | 756 př. n. l. | Oibotás z Dymé        | stadiodromos | [ 6 ]            |
| 7. hry  | 752 př. n. l. | Diokles z Messénie    | stadiodromos | [ 6 ]            |
| 8. hry  | 748 př. n. l. | Antikles z Messénie   | stadiodromos | [ 6 ]            |
| 9. hry  | 744 př. n. l. | Xenokles z Messénie   | stadiodromos | [ 6 ]            |
| 10. hry | 740 př. n. l. | Dótades z Messénie    | stadiodromos | [ 6 ]            |
| 11. hry | 736 př. n. l. | Leócharés z Messénie  | stadiodromos | [ 6 ]            |
| 12. hry | 732 př. n. l. | Oxythemis z Koróneie  | stadiodromos | [ 6 ]            |
| 13. hry | 728 př. n. l. | Diokles z Korintu     | stadiodromos | [ 6 ]            |

### OH v letech 724 – 680 př. n. l.
| Hry     | Rok           | Jméno                                                  | Disciplína                     | Poznámky – zdroj    |
| ------- | ------------- | ------------------------------------------------------ | ------------------------------ | ------------------- |
| 14. hry | 724 př. n. l. | Desmón z Korintu Hypénos z Pisy                        | stadiodromos diaulos           | [ 6 ]               |
| 15. hry | 720 př. n. l. | Orsippos z Megary Akanthos ze Sparty                   | stadiodromos diaulos, dolichos | [ 6 ] [ 7 ] [ 8 ]   |
| 16. hry | 716 př. n. l. | Pythagoras ze Sparty                                   | stadiodromos                   | [ 9 ]               |
| 17. hry | 712 př. n. l. | Pólos z Epidauru                                       | stadiodromos                   | [ 6 ]               |
| 18. hry | 708 př. n. l. | Eurybatos ze Sparty Lampis ze Sparty Tellis ze Sikyónu | palé pentathlon stadiodromos   | [ 10 ] [ 10 ] [ 6 ] |
| 19. hry | 704 př. n. l. | Menos z Megary                                         | stadiodromos                   | [ 6 ]               |
| 20. hry | 700 př. n. l. | Athéradas ze Sparty                                    | stadiodromos                   | [ 6 ]               |
| 21. hry | 696 př. n. l. | Pantakles z Athén                                      | stadiodromos                   | [ 6 ]               |
| 22. hry | 692 př. n. l. | Pantakles z Athén                                      | stadiodromos, diaulos          | [ 6 ]               |
| 23. hry | 688 př. n. l. | Ikaros z Hyperésie Onomastos ze Smyrny                 | stadiodromos pygmé             | [ 11 ] [ 12 ]       |
| 24. hry | 684 př. n. l. | Fanás z Messénie Kleoptolemos ze Sparty                | dolichos stadiodromos          | [ 13 ] [ 6 ]        |
| 25. hry | 680 př. n. l. | Pagóndas z Théb Thalpis ze Sparty                      | tethrippon stadiodromos        | [ 14 ] [ 6 ]        |
|         | -             |                                                        |                                |                     |

### OH v letech 676 – 620 př. n. l.
| Hry     | Rok           | Jméno                                                                     | Disciplína                                      | Poznámky – zdroj           |
| ------- | ------------- | ------------------------------------------------------------------------- | ----------------------------------------------- | -------------------------- |
| 26. hry | 676 př. n. l. | Kallisthenes ze Sparty Filombrotos ze Sparty                              | stadiodromos pentathlon                         | [ 6 ]                      |
| 27. hry | 672 př. n. l. | Eurybotos z Athén Filombrotos ze Sparty Daippos z Krotónu                 | stadiodromos pentathlon pygmé                   | [ 15 ] [ 6 ] [ 16 ]        |
| 28. hry | 668 př. n. l. | Charmis ze Sparty Filombrotos ze Sparty                                   | stadiodromos pentathlon                         | [ 6 ] [ 6 ]                |
| 29. hry | 664 př. n. l. | Chionis ze Sparty                                                         | stadiodromos, diaulos                           | [ 6 ] [ 17 ]               |
| 30. hry | 660 př. n. l. | Chionis ze Sparty                                                         | stadiodromos, diaulos                           | [ 6 ] [ 17 ]               |
| 31. hry | 656 př. n. l. | Chionis ze Sparty                                                         | stadiodromos, diaulos                           | [ 6 ] [ 17 ]               |
| 32. hry | 652 př. n. l. | Komaios z Megary Kratinos z Megary                                        | pygmé stadiodromos                              | [ 6 ] [ 6 ]                |
| 33. hry | 648 př. n. l. | Gylis ze Sparty Lygdamis ze Syrakus Myrón ze Sikyónu Krauxidas z Krannónu | stadiodromos pankrátion tethrippon keles        | [ 6 ] [ 18 ] [ 19 ] [ 18 ] |
| 34. hry | 644 př. n. l. | Stomas z Athén                                                            | stadiodromos                                    | [ 6 ]                      |
| 35. hry | 640 př. n. l. | Sfairos ze Sparty Kylón z Athén                                           | stadiodromos diaulos                            | [ 6 ] [ 6 ]                |
| 36. hry | 636 př. n. l. | Frynón z Athén Arytamas ze Sparty                                         | stadiodromos nebo pygmé stadiodromos            | [ 6 ] [ 20 ] [ 21 ]        |
| 37. hry | 632 př. n. l. | Eurykleidas ze Sparty Hipposthenes ze Sparty Polyneikes z Élidy           | stadiodromos palé juniorů stadiodromos juniorov | [ 6 ] [ 22 ] [ 22 ]        |
| 38. hry | 628 př. n. l. | Olyntheus ze Sparty Eutelidas ze Sparty                                   | stadiodromos palé juniorů, pentathlon juniorů   | [ 6 ] [ 23 ]               |
| 39. hry | 624 př. n. l. | Rhipsolaos ze Sparty Hipposthenes ze Sparty                               | stadiodromos palé                               | [ 6 ] [ 24 ]               |
| 40. hry | 620 př. n. l. | Olyntheus ze Sparty Hipposthenes ze Sparty                                | stadiodromos palé                               | [ 6 ] [ 22 ]               |

### OH v letech 616 – 500 př. n. l.
| Hry     | Rok           | Jméno | Disciplína                                                                         | Poznámky – zdroj                                 |
| ------- | ------------- | --- | ---------------------------------------------------------------------------------- | ------------------------------------------------ |
| 41. hry | 616 př. n. l. | Kleóndas z Théb Hipposthenes ze Sparty Filótas ze Sybaridy                                                                            | stadiodromos palé pygmé juniorů                                                    | [ 25 ] [ 22 ] [ 22 ]                             |
| 42. hry | 612 př. n. l. | Lykótas ze Sparty Hipposthenes ze Sparty                                                                                              | stadiodromos palé                                                                  | [ 6 ] [ 22 ]                                     |
| 43. hry | 608 př. n. l. | Kleón z Epidaurosu Hipposthenes ze Sparty                                                                                             | stadiodromos palé                                                                  | [ 6 ] [ 22 ]                                     |
| 44. hry | 604 př. n. l. | Gelón ze Sparty Hetoimokles ze Sparty                                                                                                 | stadiodromos palé                                                                  | [ 6 ] [ 26 ]                                     |
| 45. hry | 600 př. n. l. | Antikrates z Epidaurosu Hetoimokles ze Sparty                                                                                         | stadiodromos palé                                                                  | [ 6 ] [ 26 ]                                     |
| 46. hry | 596 př. n. l. | Chrysamaxos ze Sparty Polyméstor z Milétu Hetoimokles ze Sparty                                                                       | stadiodromos stadiodromos juniorů palé                                             | [ 6 ] [ 27 ] [ 26 ]                              |
| 47. hry | 592 př. n. l. | Eurykles ze Sparty Alkmaión z Ahtén Hetoimokles ze Sparty                                                                             | stadiodromos tethrippon palé                                                       | [ 6 ] [ 28 ] [ 26 ]                              |
| 48. hry | 588 př. n. l. | Glaukias z Krotónu Hetoimokles ze Sparty Pythagoras ze Samu [...] z Lenu                                                              | stadiodromos palé pygmé disc. neznámá                                              | [ 29 ] [ 26 ] [ 30 ] [ 31 ]                      |
| 49. hry | 584 př. n. l. | Lykinos z Krotónu | stadiodromos                                                                       | [ 6 ]                                            |
| 50. hry | 580 př. n. l. | Epitelidas ze Sparty | stadiodromos                                                                       | [ 32 ]                                           |
| 51. hry | 576 př. n. l. | Eratosthenes z Krotónu | stadiodromos                                                                       | [ 6 ]                                            |
| 52. hry | 572 př. n. l. | Agis z Élidy Arrhachión z Figaleie Kleisthenes ze Sikyónu Tisandros z Naxu                                                            | stadiodromos pankrátion tethrippon pygmé                                           | [ 6 ] [ 33 ] [ 34 ] [ 35 ]                       |
| 53. hry | 568 př. n. l. | Hagnón z Peparétu Arrhachión z Figaleie Tisandros z Naxu                                                                              | stadiodromos pankrátion pygmé                                                      | [ 6 ] [ 33 ] [ 35 ]                              |
| 54. hry | 564 př. n. l. | Hippostratos z Krotónu Kallias z Athén Arrhachión z Figaleie Tisandros z Naxu                                                         | stadiodromos tethrippon, keles pankrátion pygmé                                    | [ 6 ] [ 36 ] [ 33 ] [ 35 ]                       |
| 55. hry | 560 př. n. l. | Hippostratos z Krotónu Miltiades z Athén Tisandros z Naxu                                                                             | stadiodromos tethrippon pygmé                                                      | [ 6 ] [ 37 ] [ 35 ]                              |
| 56. hry | 556 př. n. l. | Faidros z Farsalu | stadiodromos                                                                       | [ 6 ]                                            |
| 57. hry | 552 př. n. l. | Ladromos ze Sparty | stadiodromos                                                                       | [ 6 ]                                            |
| 58. hry | 548 př. n. l. | Diognétos z Krotónu Euagoras ze Sparty                                                                                                | stadiodromos tethrippon                                                            | [ 38 ] [ 39 ]                                    |
| 59. hry | 544 př. n. l. | Archilochos z Korkyry Praxidamas z Aiginy Euagoras ze Sparty                                                                          | stadiodromos pygmé tethrippon                                                      | [ 6 ] [ 40 ] [ 39 ]                              |
| 60. hry | 540 př. n. l. | Apellaios z Élidy Milón z Krotónu Kreón z Keu Euagoras ze Sparty                                                                      | stadiodromos palé juniorů pygmé juniorů tethrippon                                 | [ 6 ] [ 41 ] [ 42 ] [ 39 ]                       |
| 61. hry | 536 př. n. l. | Agatharchos z Korkyry Rhéxibios z Opuntu Kimón z Athén                                                                                | stadiodromos pankrátion tethrippon                                                 | [ 43 ] [ 40 ] [ 44 ]                             |
| 62. hry | 532 př. n. l. | Eryxias z Chalkidy Milón z Krotónu Eurymenes ze Samu Peisistratos                                                                     | stadiodromos palé pankrátion nebo pygmé tethrippon                                 | [ 6 ] [ 41 ] [ 45 ] [ 44 ]                       |
| 63. hry | 528 př. n. l. | Parmenides z Kamariny Milón z Krotónu Kimón z Ahtén                                                                                   | stadiodromos palé tethrippon                                                       | [ 6 ] [ 41 ] [ 44 ]                              |
| 64. hry | 524 př. n. l. | Menandros z Tesálie Milón z Krotónu                                                                                                   | stadiodromos palé                                                                  | [ 6 ] [ 41 ]                                     |
| 65. hry | 520 př. n. l. | Anochos z Tarentu Damaretos z Héraie Milón z Krotónu Glaukos z Karystu Filippos z Krotónu [...] z Théb                                | stadiodromos, diaulos hoplitodromos palé pygmé disc. neznáma tethrippon            | [ 46 ] [ 47 ] [ 41 ] [ 48 ] [ 49 ] [ 49 ]        |
| 66. hry | 516 př. n. l. | Ischyros z Himery Damaretos z Héraie Milón z Krotónu Timasitheos z Delf Kleosthenes z Epidamnu                                        | stadiodromos hoplitodromos palé pankrátion tethrippon                              | [ 6 ] [ 47 ] [ 41 ] [ 50 ] [ 39 ]                |
| 67. hry | 512 př. n. l. | Fanas z Pellény Timasitheos z Krotónu Timasitheos z Delf Feidólas z Korintu                                                           | stadiodromos, diaulos, hoplitodromos palé pankrátion keles                         | [ 6 ] [ 50 ] [ 50 ] [ 51 ]                       |
| 68. hry | 508 př. n. l. | Ischomachos z Krotónu Kalliteles ze Sparty Frikias z Pelinny Pantares z Gely [...] z Korintu                                          | stadiodromos palé hoplitodromos tethrippon keles                                   | [ 52 ] [ 53 ] [ 54 ] [ 55 ] [ 56 ]               |
| 69. hry | 504 př. n. l. | Ischomachos z Krotónu Thessalos z Korintu Filón z Korkyry (?) Frikias z Pelinny Démaratos ze Sparty Titas                             | stadiodromos diaulos stadiodromos juniorov hoplitodromos tethrippon disc. neznáma  | [ 6 ] [ 57 ] [ 58 ] [ 54 ] [ 59 ] [ 60 ]         |
| 70. hry | 500 př. n. l. | Nikeas z Opuntu Akmatidas ze Sparty Filón z Korkyry Meneptolemos z Apollónie Agamétor z Mantineie Kallias z Athén Thersios z Thesálie | stadiodromos pentathlon pygmé stadiodromos juniorů pygmé juniorov tethrippon apéné | [ 61 ] [ 62 ] [ 63 ] [ 64 ] [ 63 ] [ 65 ] [ 23 ] |
| -       |               | |                                                                                    |                                                  |

## Málo pravděpodobní olympijští vítězové

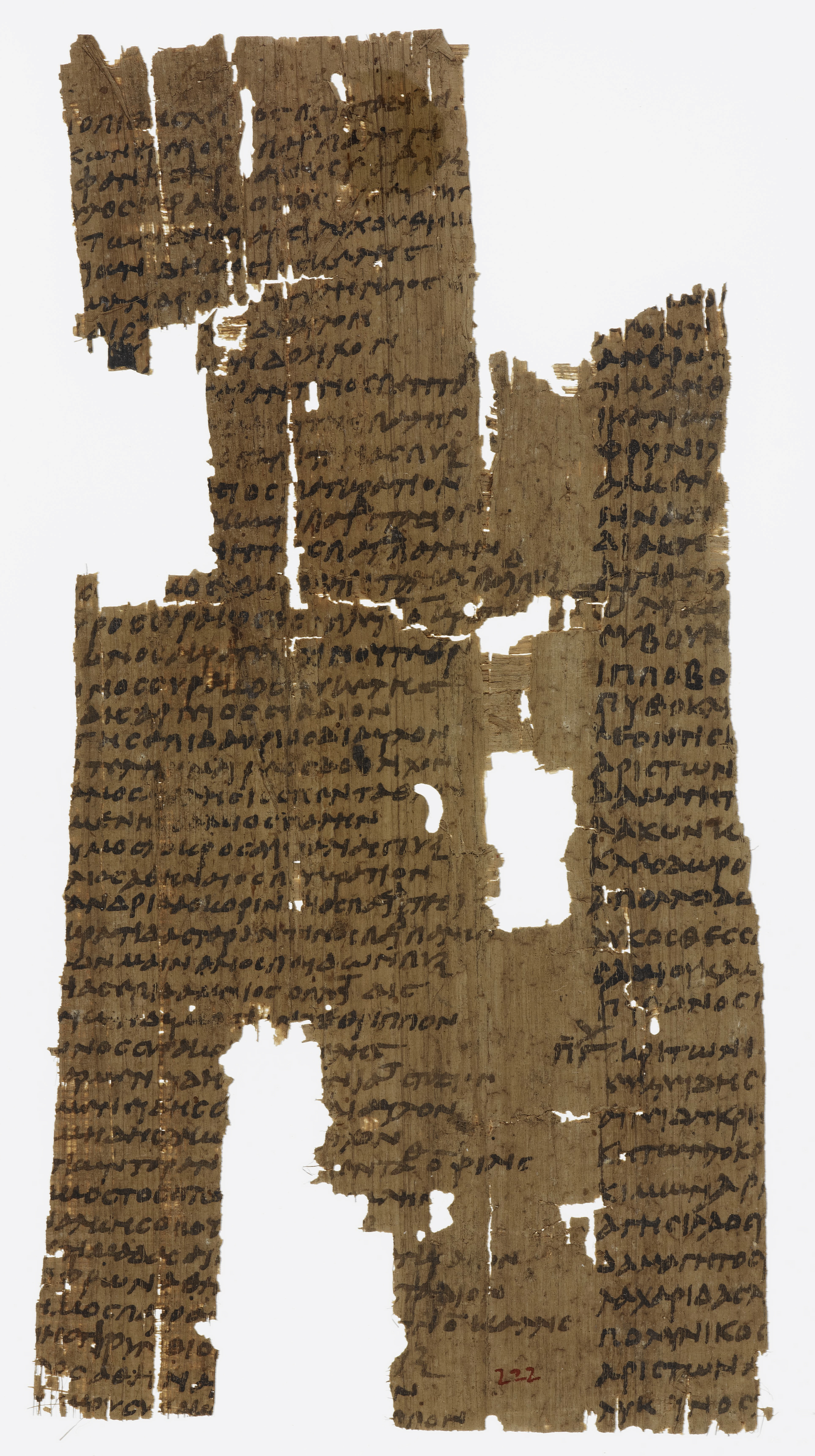
Oxyrhynský papyrus 222 je útržkovitý řecký papyrusový rukopis z 3. století, obsahující seznam olympijských vítězů od neznámého autora.

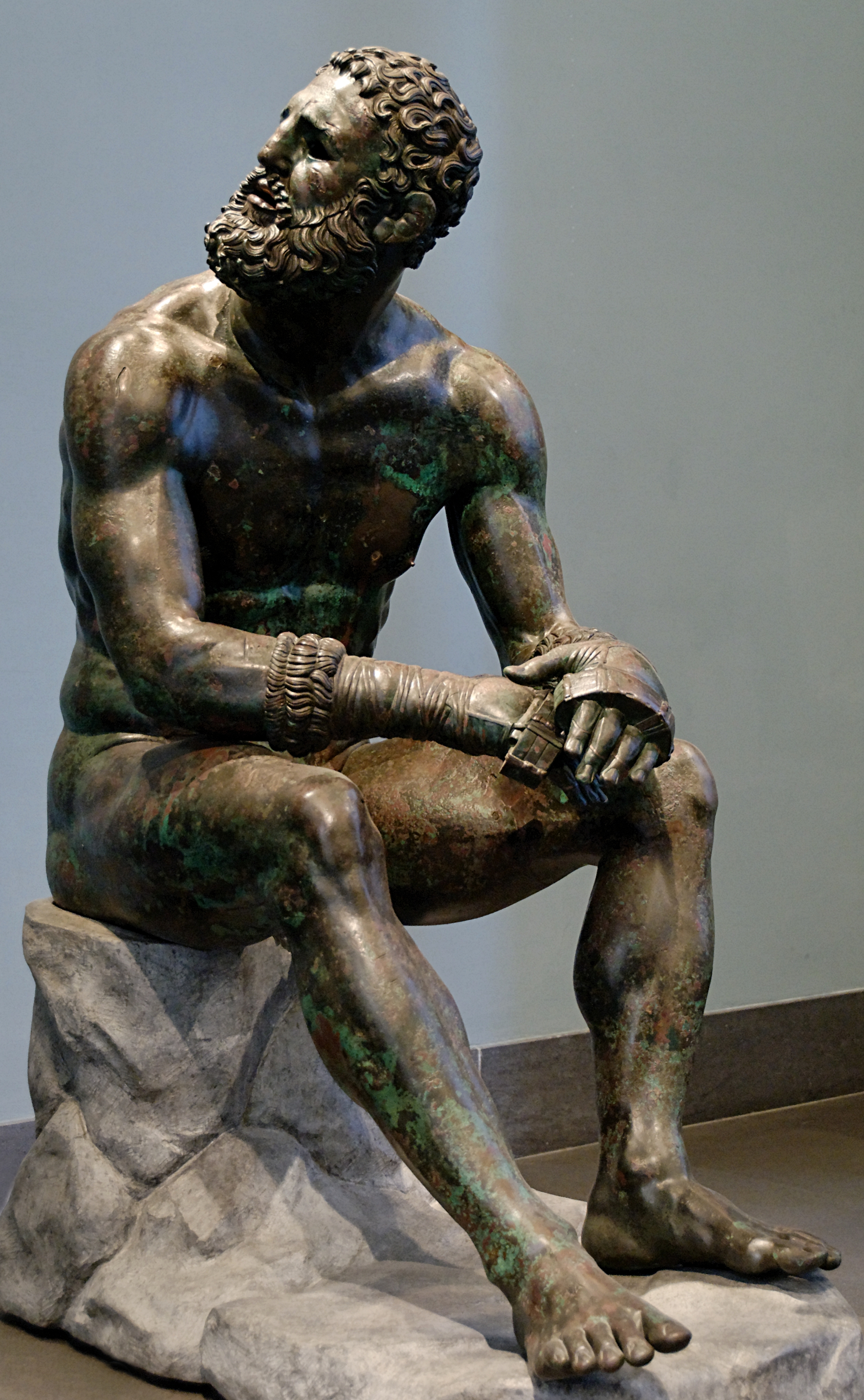
Odpočívající boxer. Bronzová socha v životní velikosti, v minulosti připisována athénskému sochaři Apollóniovi z poloviny 1. století př. n. l. (Římské národní muzeum)

Seznam olympioniků, o vítězství kterých má L. Moretti pochybnosti.
| Jméno                                  | Disciplína                 | Poznámky - zdroj |
| -------------------------------------- | -------------------------- | ---------------- |
| Amfilochos z Antiochie                 | dolichos                   | syn Theisóna     |
| Annikeris z Kyrény                     | tethrippon                 | [ 67 ]           |
| (?) Anubion z Egypta                   | disc. neznámá              | [ 68 ]           |
| [A]ristarch[os]                        | disc. neznámá              | [ 68 ]           |
| ? M. Aurélios Abas z Adady             | dolichos                   | [ 68 ]           |
| M. Aurelius Pappus z Myry              | pygmé                      | syn Onesima      |
| M. Aurelius Silvanus z Hermopolisu     | Soutěž trubačů a hlasatelů | [ 68 ]           |
| ? Aurélios Toalios z Oinoandy          | ? pankrátion               | [ 68 ]           |
| Epigonos z Trallidy                    | disc. neznámá              | [ 69 ]           |
| ? Eudaimón z Egypta                    | pygmé                      | [ 69 ]           |
| ? M. Iustius Marcianus Rufus ze Sinópé | pygmé                      | [ 69 ]           |
| ? Leukaros z Akarnanie                 | pankrátion                 | [ 69 ]           |
| ? Lykos z Messénie                     | pentathlon                 | [ 69 ]           |
| ? Markianos z Tiatiry                  | disc. neznámá              | syn Marciana     |
| Mnasiadas z Argosu                     | disc. neznámá              | [ 70 ]           |
| Periandros z Korintu                   | tethrippon                 | [ 70 ] [ 71 ]    |
| ? Forystas z Tanagry                   | Soutěž trubačů a hlasatelů | [ 70 ]           |
| Platón z Athén                         | palé                       | [ 70 ]           |
| ? M. Popillius Sotys z Pergy           | diaulos                    | [ 72 ]           |
| ? Skopas z Krannonu                    | ? tethrippon               | syn Kreóna       |
| ? Thrasym[---]                         | disc. neznámá              | [ 72 ]           |
| ? Timarras                             | disc. neznámá              | [ 72 ]           |
| ? ......... ze Sparty                  | ? pygmé                    | syn Cheilóna     |
| ? ......... z Larisy                   | keles                      | [ 72 ]           |
| ? .........                            | disc. neznámá              | [ 73 ]           |
| ? .........(zřejmě) z Bithýnie         | disc. neznámá              | [ 73 ]           |
| ? ......... z Milétu                   | palé                       | [ 73 ]           |
| ? .........                            | disc. neznámá              | [ 73 ]           |

## Seznam olympioniků s neznámým datumem her
| Jméno                               | Disciplína                          | Poznámky – zdroj |
| ----------------------------------- | ----------------------------------- | ---------------- |
| Ainétos z Amyklai (Lakónie)         | pentathlon                          | [ 74 ]           |
| Aischines z Élidy                   | pentathlon                          | [ 58 ]           |
| Anauchidas z Élidy                  | palé juniorů, palé                  | [ 46 ]           |
| Ageles z Chiu                       | pygmé juniorů                       | [ 75 ]           |
| Aristeides z Élidy                  | hoplitodromos                       | [ 76 ]           |
| Brimias z Élidy                     | pygmé                               | [ 77 ]           |
| Butas z Milétu                      | pygmé juniorů                       | [ 78 ]           |
| Chaireas ze Sikyónu                 | pygmé juniorů                       | [ 79 ]           |
| Charinos z Élidy                    | diaulos, hoplitodromos              | [ 75 ]           |
| Dionysid[oros] z Mylasy             | palé juniorů                        | [ 80 ]           |
| Eualkidas z Élidy                   | pygmé juniorů                       | [ 53 ]           |
| Euanthes z Kyziku                   | pygmé                               | [ 81 ]           |
| Ferenikos z Élidy                   | palé juniorů                        | [ 82 ]           |
| Filles z Élidy                      | palé juniorů                        | [ 83 ]           |
| Eurydamas z Kyrény                  | pygmé                               | [ 84 ]           |
| Gorgos z Élidy                      | pentathlon, diaulos a hoplitodromos | [ 85 ]           |
| Klearetos z Élidy                   | pentathlon                          | [ 86 ]           |
| Kleinomachos z Élidy                | pentathlon                          | [ 75 ]           |
| Kriannios z Élidy                   | hoplitodromos                       | [ 87 ]           |
| Menalkes z Élidy                    | pentathlon                          | [ 77 ]           |
| Neolaidas z Élidy                   | stadiodromos juniorů, hoplitodromos | [ 88 ]           |
| Nikasylos z Rhodosu                 | palé                                | [ 88 ]           |
| Prokles z Andru                     | pygmé juniorů                       | [ 58 ]           |
| Rufus                               | disc. neznámá                       | [ 89 ]           |
| Theodóros z Élidy                   | pentathlon                          | [ 90 ]           |
| [....]nos z Élidy, syn Dionyso[---] | disc. neznámá                       | [ 91 ]           |
| ......... z Krotónu                 | disc. neznámá                       | [ 91 ]           |
| ......... z Rhodosu                 | palé juniorů                        | [ 91 ]           |
| ......... z Rhodosu                 | dolichos                            | [ 91 ]           |
| .........                           | palé                                | [ 67 ]           |
| .........                           | palé                                | [ 67 ]           |
| .........                           | diaulos                             | [ 67 ]           |
| .........                           | diaulos                             | [ 67 ]           |
| .........                           | diaulos                             | [ 67 ]           |
| .........                           | diaulos                             | [ 67 ]           |
| .........                           | disc. neznámá                       | [ 67 ]           |
| [....]ykarpos z Tróady              | pygmé                               | [ 92 ]           |

## Olympijští vítězové ze seznamu H. Förstera vyloučení L. Morretim
Seznam olympijských vítězů publikovaný v roce 1891 historikem H. Försterem (Die Sieger in den olympischen Spielen ), které ze svého seznamu Luigi Moretti definitivně vyloučil.
1. Agathinos z Élidy, syn Thrasybula (Förster, č. 753)[94]
2. Androleos, box, Anthologia Palatina, XI, 81
3. Aulos, box, Anthologia Palatina, XI, 258
4. M. Aurelius Petronius Celsus, nazývaný i Menippos, syn P. Aelia Tydea (Förster, č. 181)
5. L. Cosinnius Gaianus z Efezu (Förster, č. 821)
6. Glaukias z Rhégia, syn Lykkida (Förster, S. 26)[95] (IvO 271 )
7. Maiandreus z Efezu (Förster, č. 738)
8. Megakles z Athén, tethrippon (Förster, č. 85)
9. Olympikos (?), box, Anthologia Palatina, XI, 75 sg.
10. Fayllos, hoplitodromos, ze scholia Acharňania 215 od Aristofana
11. Praxiteles ze Syrakus, syn Krinisa (Förster, č. 175)
12. Serapión z Magnésie, syn Serapióna (Förster, č. 824) C.I.G., 2933
13. M. Ulpius Firmus Domesticus, syn M. Ulpia Domestica (Förster, č. 709) IG, XIV, 1110